# John Erwin
Pour les articles homonymes, voir Erwin.
John Lee Erwin est un acteur américain né le 5 décembre 1936 à Cambridge au Massachusetts et mort le 20 décembre 2024 à Camarillo en Californie,.

## Filmographie
- 1928 : Forains (The Barker) de George Fitzmaurice : Sailor West
- 1960 : 13 Fighting Men : Cpl. McLean
- 1968 : The Archie Show (série télévisée) : Reggie Mantle (voix)
- 1969 : The Archie Comedy Hour (série télévisée) : Reggie Mantle (voix)
- 1969 : Archie and His New Friends (TV) : Reggie Mantle / Hexter / Irwin (voix)
- 1970 : Archie's Fun House (série télévisée) : Reggie Mantle (voix)
- 1970 : Sabrina and the Groovie Goolies (série télévisée) : Big John Sullivan
- 1971 : Sabrina, l'apprentie sorcière (Sabrina, l'apprentie sorcière) (série télévisée)
- 1971 : Archie's TV Funnies (série télévisée) : Reggie Mantle (voix)
- 1971 : Aesop's Fables (TV) (voix)
- 1974 : The US of Archie (série télévisée) : Reggie Mantle
- 1977 : The New Archie/Sabrina Hour (série télévisée) : Reggie Mantle (voix)
- 1978 : Archie's Bang-Shang Lalapalooza Show (série télévisée) : Reggie (voix)
- 1979 : Fred and Barney Meet the Thing (série télévisée) : Ronald Redford (voix)
- 1979 : Fred and Barney Meet the Shmoo (série télévisée) : Ronald Redford (voix)
- 1983 : He-Man and the Masters of the Universe He-Man
- 1985 : A Christmas Special (TV) : He-Man / Prince Adam (voix)
- 1985 : The Secret of the Sword : Prince Adam / He-Man / Broom (voix)
- 1986 : Skeletor's Revenge (vidéo) : He-Man (voix)
- 1988 : Everybody's All-American : Redskins Announcer
- 1989 : Retour vers le futur II (Back to the Future Part II) : Radio Sportscaster (voix)
- 1995 : Babe, le cochon devenu berger (Babe) : Other Character Voices (voix)